# Równopole (przystanek kolejowy)
Równopole (biał. Раўнаполле; ros. Равнополье) – przystanek kolejowy w miejscowości Równopole, w rejonie puchowickim, w obwodzie mińskim, na Białorusi. Położony jest na linii Homel - Żłobin - Mińsk.